# Rima (Rima San Giuseppe)
Rima is een plaats (frazione) in de Italiaanse gemeente Rima San Giuseppe.